# 세나가 카메지로

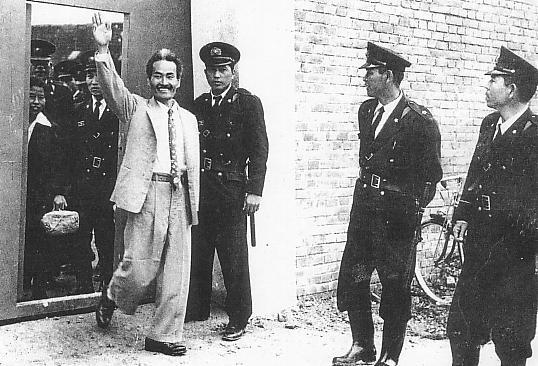

세나가 카메지로(일본어: 瀬長 亀次郎: 1907년[명치 40년] 6월 10일 - 2001년[평성 13년] 10월 5일)은 오키나와의 정치가, 언론인이다.
1946년부터 1949년까지 미군 기관지 『우루마 신보』의 사장을 지냈다.  오키나와의 일본 복귀 전에 나하시장(1기), 입법원의원(3기), 오키나와인민당 위원장, 국정참가선거 중의원의원(1기)을 역임했다. 복귀 후에는 인민당에서 1기, 일본공산당에서 5기 중의원의원을 역임했다. 1973년 이후 공산당 간부회 부위원장을 지냈다.